# Пастушок-сіродзьоб мадагаскарський
Пастушок-сіродзьоб мадагаскарський (Mentocrex kioloides) — вид журавлеподібних птахів родини Sarothruridae.

## Поширення
Ендемік Мадагаскару. Поширений у вологих регіонах на сході та півночі країни.

## Спосіб життя
Веде осілий, прихований спосіб життя. Трапляється зазвичай парами. Живе у вологих лісах. Живиться комахами, земноводними і насінням. Гніздиться в травні-червні та листопаді. Гніздо будується з трави і листя на гілках кущів, на висоті 2-3 м над землею.